# WIN BY ALL!
『WIN BY ALL!』（ウイン・バイ・オール）は、千葉テレビ放送（チバテレ）で放送されているジェフユナイテッド市原・千葉（ジェフ千葉）の応援番組である。本稿では、2009年4月-2010年3月にかけて放送された分を「第1期」として、2012年1月より放送中の分を「第2期」として記載する。
番組名の「WIN BY ALL!」とは、2001年より使われている、ジェフ千葉のクラブフィロソフィである。

## 第1期（2009年4月-2010年3月放送分）

### 概要
この番組より、1993年以降、前番組の『ジェフ魂12』まで続いていたこれまでのジェフ千葉応援番組とはイメージが異なり、毎回1人の選手・監督・コーチにスポットを当てたドキュメンタリー仕立ての構成となっていた（※前番組の「ジェフ魂12」では、Rising Reysol同様、過去1ヶ月間に行われた試合の振り返りや選手へのインタビューが中心であった）。ナレーションは杉山俊輔。
なお、番組の最後には今後の試合スケジュール・その日特集した選手に関するプレゼントがある。但し、過去の試合のリプレイ・解説等は番組内で行わなかった。
2010年4月からは、同時刻に『ジェフ魂12Returns』を放送するため、1年で終了した。

### 放送日
- 毎月第3日曜18:15-18:30
  - 「ジェフ魂12」時代は再放送をしていたが、今作では再放送しなかった。（元々翌月曜日の16:30-17:00に再放送をしていたが、この枠は2009年4月以降『ごごたま』（テレビ埼玉）の首都圏トライアングル同時放送枠となっている。）
  - 「ジェフ魂12」は30分番組であったが、今作より15分に短縮されている。チバテレの稿にも記載されているが、チバテレにおけるサッカー関連番組・試合中継に関して、全体的に縮小傾向ではある。
  - 放送日は、通常同時刻に放送されている「チュバチュバワンダーランド」(18:15-18:20)、「ちば美彩」(18:20-18:30)は休止となる。

## 第2期（2012年1月- 放送分）

### 概要
2011年12月に放送終了した『ジェフ魂12Returns』の後継番組として、2012年1月より放送開始。第1期は黒を基調としたシックなタイトルロゴであったが、当番組は『ジェフ魂12Returns』同様にジェフ千葉のイメージカラーである黄色・緑を基調としたタイトルロゴである。
内容としては、『ジェフ魂12Returns』とほぼ同様で選手へのインタビューが中心であり、第1期の当番組とは全く雰囲気が異なる。
前身の『ジェフ魂12』時代から東日本旅客鉄道（JR東日本）の一社提供番組であったが、2023年4月の放送時間変更を機にスポンサーを降板している（一時期、千葉県内に本社のあるイオンをあわせた2社提供の時期あり）。

### 出演者
チバテレアナウンサーやフリーアナウンサーが担当する。2021年4月から2023年3月まではジェフ千葉のプロモーションチームである「アキュアマーメイド」のメンバーが担当していた。

#### 現在のMC・ナレーター
- 青木宙帆（僕が見たかった青空、2025年1月 - 現在）

#### 過去のナレーター
- 田中大貴（2021年4月 - 2023年3月）

#### 過去のMC
肩書きはいずれも出演当時のもの。
- 波多野美希(2012年1月 - 8月)
- 石田浩子（チバテレアナウンサー）（2012年9月 - 2013年3月） - チバテレ退職に伴い降板。
- 仲谷亜希子（2013年4月 - 2015年2月）
- 木村佳那子（2015年3月まではチバテレアナウンサー、4月よりフリー）（2015年3月 - 2016年6月）
- 馬場良馬（映画『U-31』出演者）（2016年8月）
- 末永みゆ（映画『U-31』出演者）（2016年8月）
- 大角茉里（チバテレアナウンサー）（2016年7月 - 2020年3月）
2016年8月28日放送は、前日27日に映画『U-31』公開記念として、前述の映画出演者がMCとして出演し、大角はナレーションを担当した。
- 黒澤詩音（2020年4月 - 2021年3月）
- アキュアマーメイド（2021年4月 - 2023年3月）
  - 沖なつ芽
  - 栞菜
  - 松本結愛
  - 村山優香
  - 守屋綾音
- 黒澤詩音 （2023年4月 - 2024年12月）

### 放送日
- 毎月第3日曜18:15-18:30（2013年3月まで）
  - 放送日は、通常同時刻に放送されている「チュバチュバワンダーランド」（チバテレ開局40周年記念番組、15分版）は休止となる。
- 毎月第4日曜20:00-20:15（2013年4月 - 2023年3月）
  - 同月より『浅草お茶の間寄席』が移動することによる枠移動。
  - 『ジャパネットたかたテレビショッピング』放送日は、他の時間に振り替え。
- 毎月第4日曜19:30-19:45（2023年4月 - 現在）
  - 日曜19時台は通常『新・ええじゃないか。』を放送しているが、当番組放送日は休止し、放送予定回は千葉のみ欠番扱いとなる。